# Farmàcia Pallarès
La Farmàcia Pallarès és una farmàcia de Solsona (Solsonès). L'edifici forma part de l'Inventari del Patrimoni Arquitectònic Català.

## Edifici
Edifici en xamfrà de mitjan segle xv reformat posteriorment. Consta de planta baixa i dues plantes superiors. La planta baixa amb el parament de pedra, presenta una portalada d'arc de mig punt, mentre que les altres plantes estan arrebossades i estucades amb elements decoratius. Té dos balcons al primer pis de base barroca i dues petites finestres a l'últim pis.
En aquest edifici hi havia hagut la primera farmàcia de Solsona. Al Museu Diocesà i Comarcal es conserva un armari, un morter i tres llibres de receptes de la farmàcia Pallarès.